# Invulflits

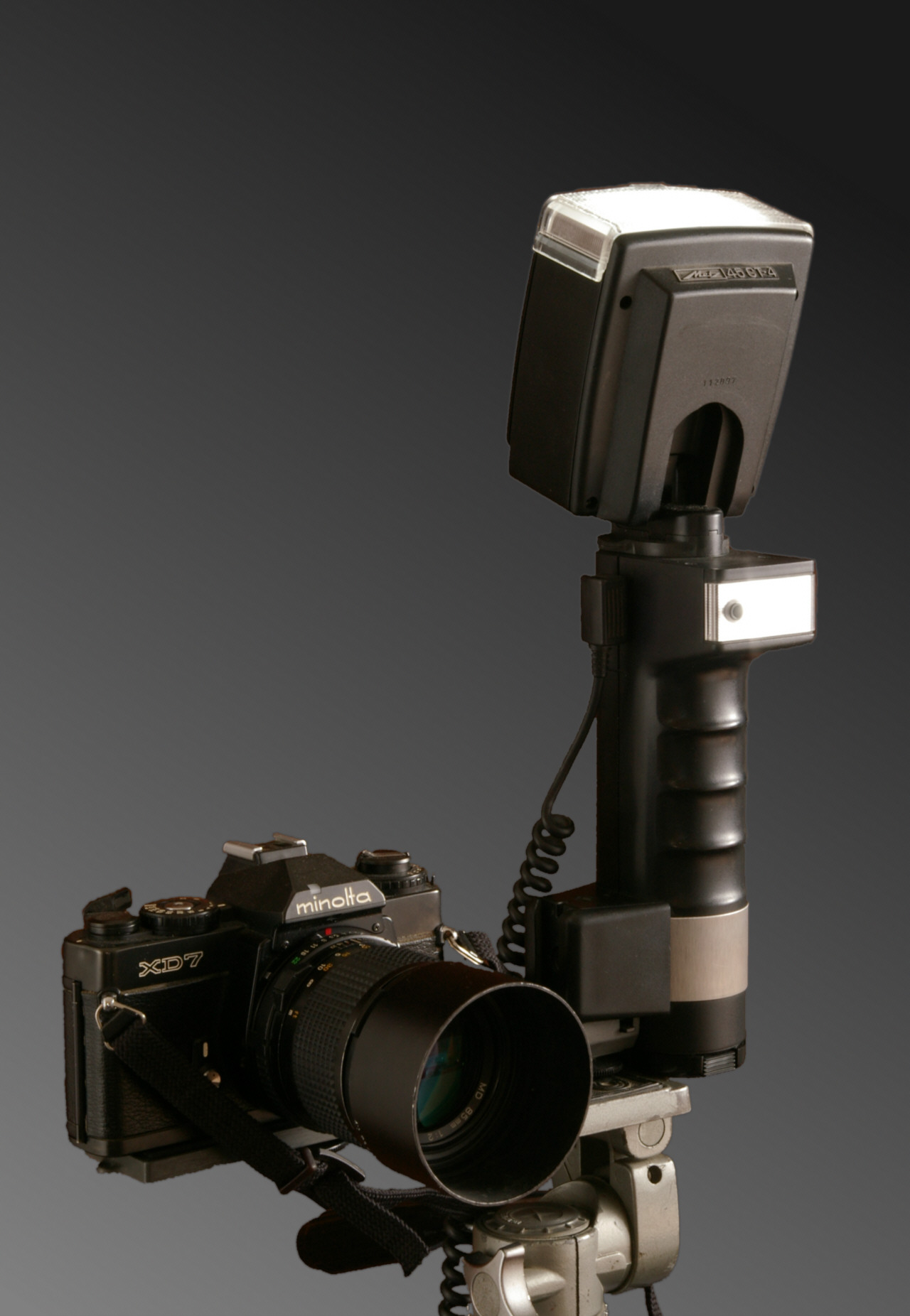
Een fotocamera met eigen flitser

Een invulflits is in de fotografie het gebruik van flitslicht om een te hoog contrast terug te brengen tot een gewenst contrast, waarbij het licht van de omgeving de primaire lichtbron (hoofdbron) is en blijft en het flitlicht is de secundaire lichtbron.
Een invulflits kan bijvoorbeeld gebruikt worden wanneer het te fotograferen object tegenlicht heeft, dat wil zeggen dat een donker object voor een lichtbron staat, of als de achtergrond veel lichter is dan het te fotograferen onderwerp. Indien er sprake is van een grote licht achtergrond zal, zonder invulflits, een automatische camera de lichtafstelling zo instellen, dat de lichte achtergrond goed op de foto staat, en het te fotograferen object daardoor te donker op de foto komt. De invulflits zal het object bijlichten, ofwel invullen.

## Invulfits bij daglicht/tegenlicht
Om goed in te vullen, kiest de fotograaf voor een correcte belichting van de omgeving/achtergrond. De flitser kan nu het onderwerp correct belichten door dikwijls een klein flitsje af te geven.
De sterkte van de flits kan aangepast, maar met moderne camera's belicht de flitser het onderwerp nu correct. Er zijn camera's waarop via menu-instellingen de sterkte van de flits kan worden ingesteld op 1/3, 1/2, of 1/8 van de intensiteit. Het vinden van de goede combinatie van invulflits en ander licht kan leiden tot een foto waarop zowel onderwerp als achtergrond correct zijn belicht.